# Binayo (cràter)
Binayo és un cràter sobre la superfície del planeta nan Ceres, situat amb el sistema de coordenades planetocèntriques a 87.4 ° de latitud nord i 160 ° de longitud est. Fa un diàmetre de 16 km. El nom va ser fet oficial per la UAI l'onze d'agost del 2017 i fa referència a Binayo, esperit auxiliar dels esperits de l'arròs del folklore filipí.